# Pascasio di Gallignana
Giovanni Pascasio (Gallignana, ... – Gallignana, 1490) è stato un vescovo cattolico italiano.

## Biografia
La sua data di nascita è ignota. Il 21 febbraio 1478 fu scelto dall'imperatore Federico III quale vescovo di Pedena, ricevendo poi la conferma da papa Sisto IV il 15 aprile 1478. 
Il patriarca di Aquileia, Marco Barbo, lo scelse come vicario generale in pontificalibus per la parte austriaca del patriarcato. In tale veste consacrò numerose chiese nel territorio dell'odierna Slovenia.
Fece costruire un nuovo palazzo vescovile a Gallignana, dove morì nel 1490.